# Prexaspes olivaceus
Prexaspes olivaceus is een insect uit de orde Phasmatodea en de familie Pseudophasmatidae. De wetenschappelijke naam van deze soort is voor het eerst geldig gepubliceerd in 1911 door Chopard.